# Francesc Eiximenis
Francesc Eiximenis (asi 1330 – 23. duben 1409) byl katalánský spisovatel a františkánský mnich, který žil ve 14. století v Aragonském království. Psal latinsky a katalánsky.

## Život
Narodil se kolem roku 1330, pravděpodobně v Gironě. Již jako velmi mladý se stal františkánským mnichem. Studoval na oxfordské a pařížské univerzitě. Nejvíce ho ovlivnili angličtí františkáni (Robert Grosseteste, William Ockham, John Duns Scotus aj.)
Roku 1371 se měl stát učitelem na univerzitě v Lleidě, ale neměl titul doktora teologie (magister v sacra pagina), a tak místo nezískal. Eiximenis získal tento titul až roku 1374 na univerzitě v Toulouse, s finanční pomocí a podporou od krále Petra IV. Poté se vrátil do Katalánska. Většina jeho děl byla napsána ve Valencii, kde působil v letech 1382-1408. Ovlivňoval silně také chod města.
Roku 1391, když Valencii postihly sociální problémy, organizoval v klášterech v okolí Valencie "modlitební armádu", která měla vyprosit na nebesích zlepšení situace. Roku 1392 se postavil do čela komise, která měla kontrolovat židovské knihy ukradené během pogromu z roku 1391.
Na konci roku 1397 byl členem komise, která by měla radit králi Martinu I. v otázce schizmatu. V letech 1397-1398 organizoval dvě křížové výpravy proti muslimským pirátům ze severní Afriky. V roce 1399 stanul v čele komise, která se snažila sjednotit všechny školy ve Valencii do jedné - šlo o pokus založit ve Valencii univerzitu. Rada města (tzv. Consell) to odmítla. (Univerzita vznikla oficiálně až v roce 1499).
V závěru jeho života ho avignonský papež Benedikt XIII. jmenoval prvním patriarchou Jeruzaléma a později biskupem diecéze Elna (starověké jméno diecéze Perpignan). Tam také Eiximenis zemřel.